# 1961 en Ontario
Chronologie de l'Ontario
- 1957
- 1958
- 1959
- 1960
- 1961
- 1962
- 1963
- 1964
- 1965

Cette page concerne des événements d'actualité qui se sont produits durant l'année 1961 dans la province canadienne de l'Ontario.

## Politique

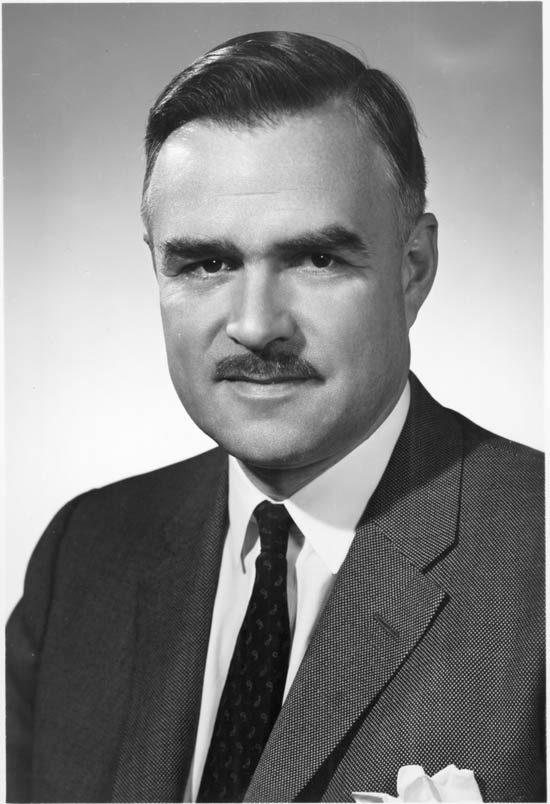
John Robarts

- Premier ministre : Leslie Frost du parti progressiste-conservateur de l'Ontario puis John Robarts du parti progressiste-conservateur de l'Ontario.
- Chef de l'Opposition :
- Lieutenant-gouverneur :
- Législature :

## Naissances
- 27 janvier : Tony Clement, ancien homme politique ontarien.
- 30 juillet : Jim Watson, maire d'Ottawa (1998-2000, depuis 2010).

## Décès
- 10 mai : Anne Wilkinson (en), poète (° 21 septembre 1910).
- 28 mai : Frank Boyes (en), député fédéral de Middlesex-Est (1930-1935) (° 29 janvier 1874).
- 6 juin : William Anderson (en), député fédéral de Waterloo-Sud (1957-1961) (°  31 août 1905).
- 15 juillet : John Edward Brownlee, premier ministre de l'Alberta (° 27 août 1884).
- 21 juillet : Mazo de la Roche, auteure (° 15 janvier 1879).
- 22 octobre : Harry Nixon, 13e premier ministre de l'Ontario (° 1er avril 1891).